# Taborniški center Gozdna šola
Taborniški center »Gozdna šola« je izobraževalno središče Zveze tabornikov Slovenije ob Bohinjskem jezeru.
Taborniški izobraževalni center Gozdna šola, ali GŠ ZTS, sestavljata dom in taborni prostor. Dom ima na voljo 46 ležišč, večnamenski prostor, dve manjši predavalnici opremljeni z avdio-vizuelnimi pripomočki ter klubski prostor. Na tabornem prostoru je poleti postavljenih 33 šotorov, v katerih je prostor za 80 do 99 taborečih. Gozdna šola je, v skladu s svojim imenom, v prvi vrsti namenjena izobraževalnim tečajem, ki jih organizirajo Zveza tabornikov Slovenije in taborniški rodovi: tečaji za vodje enot, vodniški in specialistični tečaji (tečaj topografije in orientacije, tečaj preživetja v naravi, lokostrelski tečaji). V Gozdni šoli svoje mesto najdejo tudi taborniški rodovi za taborjenja, osnovne in srednje šole za "šolo v naravi" in naravoslovne dejavnosti, športniki za priprave na tekmovanja ali novo sezono.
Kje je Gozdna šola?
Taborniški center leži le nekaj deset metrov od južnega obrežja Bohinjskega jezera, ob cesti Ribčev Laz - Ukanc. V neposredni bližini je z gozdom poraščen rt Naklova glava, ki v zalivu ponuja prijetno peščeno plažo. 
Avtobus vozi iz Ljubljane v Bohinj vsako uro. Od avtobusne postaje "Pod Voglom" pri CŠOD-Domu Bohinj vodi do Gozdne šole približno 1 km dolga sprehajalna pot (na ljubeznivo prošnjo voznik avtobusa ustavi na parkirnem prostoru pri Naklovi glavi, tik ob Gozdni šoli). Vlak ustavlja v Bohinjski Bistrici, od tam pa do jezera vozi lokalni avtobus.